# レオン・チャンクラー
レオン・ンドゥグ・チャンクラー（Leon Ndugu Chancler、1952年7月1日 - 2018年2月3日）は、ジャズ・ファンクのドラマー、パーカッショニスト、スタジオ・ミュージシャン、作曲家、プロデューサー。姓の読みは正しくは、「チャンスラー」と発音するが、日本では「チャンクラー」が通用しているので、本項では「チャンクラー」で統一する。
チャンクラーは、ルイジアナ州シュリーブポートに生まれる。13歳の時からドラムの演奏を始めた。高校在学中にウィリー・ボドとハロルド・ジョンソン・セクステットと共演する。カリフォルニア州立大学ドミンゲスヒルズ校を音楽教育の単位を取って卒業している。彼は卒業するまでの間に、多くのミュージシャンの中でも、ジェラルド・ウィルソン・ビッグ・バンド、ハービー・ハンコックらと共演しているほか、マイルス・デイヴィス、フレディ・ハバード、ボビィ・ハッチャーソンらとのレコーディングを経験している。
チャンクラーは、しばしばスタジオ・パーカッショニストとして録音に参加している。彼の演奏はヒット曲の多くで聴くことができるが、それらはジャズからブルーズ、ポップスに至るまで幅広く、マイケル・ジャクソンの「ビリー・ジーン」等があげられる。また、他に共演したミュージシャンには、スタンリー・クラーク、ジャン・リュック・ポンティ、ドナ・サマー、ジョージ・デューク、パトリス・ラッシェン、カルロス・サンタナ、ヒューバート・ローズ、ザ・クルセイダーズ、フランク・シナトラ、ウェザー・リポート、ライオネル・リッチー、ケニー・ロジャース、セロニアス・モンク、ハービー・ハンコック、ジョン・リー・フッカーらがいる。
2018年2月3日、前立腺癌により、65歳で死去。

## ディスコグラフィ
エディ・ハリスと共演
- Excursions (Atlantic, 1966–73)

ハンプトン・ホーズと共演
- Universe (Prestige, 1972)
- ブルーズ・フォー・ウォールズ (Prestige, 1973)

アザール・ローレンスと共演
- Bridge into the New Age (Prestige, 1974)

ジュリアン・プリースターと共演
- Love, Love (ECM, 1973)

ラロ・シフリンと共演
- No One Home (Tabu, 1979)

ウェザー・リポートと共演
- Tale Spinnin' (Columbia, 1975)